# Landschaftsschutzgebiet Östlingsbach
Das Landschaftsschutzgebiet Östlingsbach mit 13,3 ha Flächengröße liegt südöstlich von Alverdissen im Stadtgebiet von Barntrup. Es wurde 2006 mit dem Landschaftsplan Oberes Begatal durch den Kreistag des Kreises Lippe als Landschaftsschutzgebiet (LSG) ausgewiesen.

## Beschreibung
Ein Bauernhof teilt das LSG in zwei Teilflächen. Das LSG ist vom Landschaftsschutzgebiet Lipper und Pyrmonter Bergland umgeben, sofern nicht Bebauung angrenzt. Das LSG umfasst den Östlingsbach von der Quelle im Östlingstal bis in das Waldgebiet Uhlentaler Buchen. 
Zunächst fließt der Östlingsbach als kleiner Quellbach in einem schmalen Kerbtal in Weidegrünland mit einem bachbegleitenden, sehr alten Baumbestand. Im Bereich der Quelle und entlang des obersten Bachabschnitts ist das Grünland extensiv beweidet und stark vernässt. An den etwa 5 m hohen Böschungen des etwa 10 m breiten Tälchens steht eine Reihe aus 
sehr alten Eichen mit einem von Brusthöhendurchmesser bis 1 m und eine Winterlinde. Daneben befinden sich kleinflächig Magergrünland mit zahlreichen kleinen Weißdornbüschen und ruderalisierte Bereiche. Im mittleren Abschnitt steht auf dem Talgrund ein alter Pappelforst. Randlich stehen auch Fichten, Lärchen und einige sehr alte Bergahorne. Der Boden ist auch hier quellig vernässt. Im weiteren Verlauf fließt der Bach mehr oder weniger begradigt und kaum eingetieft durch Fettweiden. Hier stehen alte Kopfweiden. 
In der Ostfläche, nach dem Bauernhof, fließt der Östlingsbach als naturnaher, mäandrierender Bach mit beidseitigem Ufergehölz. Im Wald Uhlentaler Buchen wird der Östlingstal von einem Eschen-Wald umgeben. Dieser Eschen-Wald wird quellig durchsickert und periodisch vom Bach überflutet. Das LSG endet bei der Verrohrung des Östlingsbaches. Die Verrohrung führt das Wasser ins Dorotheental.
Zum Landschaftsschutzgebiet führt der Landschaftsplan aus: „Das Landschaftsschutzgebiet zeichnet sich durch eine hohe strukturelle Vielfalt aus. Der Biotopkomplex ist gut ausgebildet und weist Feucht- und Nassgrünland, Magergrünland, Magerrasen und Altholz auf. Das Gebiet hat eine lokale Bedeutung und liegt innerhalb der Biotopverbundfläche der LÖBF NRW VB-DT-3920-007 "Hohe Asch, Gr. Egge, Hettberg, Rott, Brommberg und Mönkeberg".“

## Schutzzwecke für das LSG
Laut Landschaftsplan erfolgte die Ausweisung des LSG
- „zur Erhaltung und Wiederherstellung der Leistungsfähigkeit des Naturhaushaltes in ökologisch besonders wertvoll strukturierten Bereichen mit Wasser-, Klima- und Biotopschutzfunktionen,“
- „zur Erhaltung und Wiederherstellung von Quellbereichen und naturnahen Fließgewässern, Wald- und Grünlandbereichen unterschiedlicher Feuchtestufen, Feldgehölzen, Hecken und Obstwiesen,“
- „zur Erhaltung morphologisch ausgeprägter Bereiche zur Sicherung der landschaftlichen Eigenart und Vielfalt für die Erholung,“
- „zur Erhaltung wertvoller Biotopkomplexe aus Wald-Grünlandbereichen, Fließgewässern und Quellen sowie Biotopen nach § 62 LG mit wichtigen Refugial-, Puffer-, Trittstein- und Vernetzungsfunktionen,“
- „zur Erhaltung und Wiederherstellung wichtiger Rückzugsräume für die bedrohte Tier- und Pflanzenwelt,“
- „zur Sicherung von kulturhistorisch bedeutsamen Landschaften, z. B. Terrassenkulturlandschaften,“
- „zur Sicherung der das Orts- und Landschaftsbild gliedernden und belebenden und die dörflichen Siedlungsstrukturen prägenden Freiraumelemente.“[1]

## Rechtliche Vorschriften
Im Landschaftsschutzgebiet ist unter anderem das Errichten von Bauten und das Anlegen von Fischteichen verboten.